# Hristóforos Hoídis
Hristóforos Hoídis (en grec moderne : Χριστόφορος Χοϊδης, né le 10 septembre 1978) est un ancien athlète grec, spécialiste du 100 m.
Il a été suspendu pour dopage de juillet 2005 à juillet 2007.
Son meilleur temps est de 10 s 14 à Plovdiv en juin 2004. Il détient le record de Grèce du relais 4 × 100 m (38 s 61, 2e à Paris le 19 juin 1999 (Vasílios Séggos, Aléxios Alexópoulos, Yeóryios Panayiotópoulos, Hristóforos Hoídis).